# Żegocina
Żegocina is een dorp in het Poolse woiwodschap Klein-Polen, in het district Bocheński. De plaats maakt deel uit van de gemeente Żegocina en telt 1500 inwoners.